# Clivinema sulcatum
Clivinema sulcatum är en insektsart som beskrevs av Knight 1928. Clivinema sulcatum ingår i släktet Clivinema och familjen ängsskinnbaggar. Inga underarter finns listade i Catalogue of Life.